# Alfabeto laotiano

Aksòn lao, trascrizione di: alfabeto lao

Pasa lao, trascrizione di: lingua lao

L'alfabeto laotiano (o alfabeto laoziano), detto anche alfabeto lao (in lingua lao: ອັກສອນລາວ, trascrizione: aksòn lao, IPA: ʔáksɔ̌ːn láːw), è l'alfabeto ufficiale della lingua laotiana e viene usato anche per molte delle lingue parlate dalle minoranze etniche del Laos. Trae le sue origini dagli alfabeti delle lingue indoarie e si compone di 27 consonanti (ພະຍັນຊະນະ pʰaʔɲansaʔnaʔ), 7 digrammi relativi alle consonanti (ພະຍັນຊະນະປະສົມ [pʰaʔɲansaʔnaʔ paʔ som]) e 33 vocali (ສະຫລະ [saʔlaʔ]) (di cui molte sono combinazioni di vocali). Il laotiano è una lingua tonale e comprende 4 toni, ognuno dei quali viene rappresentato da un segno diacritico (ວັນນະຍຸດ [van naʔ ɲut]).
Il lao si scrive da sinistra a destra. È una lingua abugida e per tradizione molte vocali 'implicite' non vengono scritte, anche se recenti riforme governative hanno imposto che anche tali vocali vengano scritte. Ogni vocale ha una propria particolarità e alcune si posizionano sopra, altre sotto, davanti o dopo la consonante che foneticamente le precede. Un'altra tradizione era quella di non usare né punteggiatura né spazi tra le parole, un'abitudine che sta scomparendo. Ogni lettera può essere scritta in un solo modo, non è quindi previsto l'uso del maiuscolo e del minuscolo.

## Storia
L'idioma lao appartiene alla famiglia delle lingue tai-kadai. L'alfabeto, talvolta chiamato anche tai noi, deriva dalla scrittura tham, un'evoluzione di quello della lingua pāli dell'India, che fu diffuso da monaci del Buddhismo Theravada nella prima metà del I millennio nel sudest asiatico. L'alfabeto tham fu usato dai monaci per scrivere il Dhamma, l'insieme degli insegnamenti del Buddha, ed era insegnato esclusivamente a novizi e monaci che risiedevano nei templi; fu quindi in uso solo tra gli uomini. Attualmente l'alfabeto Tham è in uso tra le etnie dei tai lü e dei tai khün, nonché nei templi laotiani e nord-thailandesi.
Dopo l'unificazione delle municipalità (mueang) laotiane del medio Mekong, portata a termine nel 1354 dal principe Fa Ngum di Mueang Sua, l'odierna Luang Prabang, l'alfabeto laotiano si plasmò progressivamente con l'introduzione di diverse riforme fino ad assumere la forma attuale. La sua forma è similare a quella dell'alfabeto thailandese.
Una versione antica dell'alfabeto laotiano era in uso nell'Isan, l'odierna Thailandia del Nordest, prima che la regione fosse annessa dal Siam nel XIX secolo. Nel 1871 fu imposto ai suoi abitanti l'uso dell'alfabeto thai, nell'ambito del processo di thaificazione con cui i governi di Bangkok assimilano le culture delle minoranze etniche. La regione si mantenne culturalmente e politicamente distante dal resto della Thailandia per un certo periodo, ma l'intensificarsi della thaificazione in Isan nel XX secolo ha imposto ai suoi abitanti l'accettazione della cultura thailandese, pur avendo tuttora mantenuto la lingua isan, che è l'insieme dei dialetti laotiani parlati nella regione.

## Consonanti

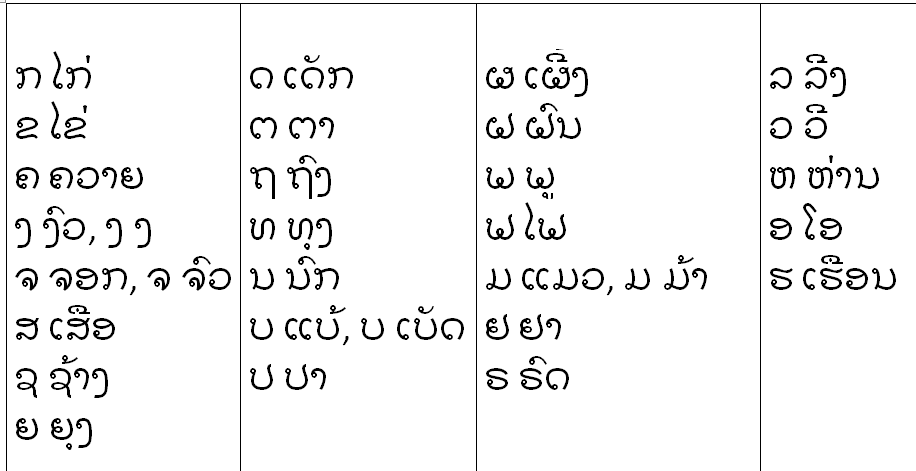
Tabella completa delle consonanti con i nomi che accompagnano le lettere

Le 27 consonanti dell'alfabeto lao sono divise in tre classi di toni: quelli alti (ສູງ [sǔːŋ]), medi (ກາງ [kaːŋ]) e bassi (ຕ່ຳ taːm), che determinano la pronuncia tonale della parola. Oltre ai 4 segni diacritici riguardanti i toni, i vocaboli si differenziano anche dalla lunghezza delle vocali. Ogni consonante è accompagnata da un nome acrofonico; di solito è la prima lettera o quella che più caratterizza tale nome, che serve per distinguere la consonante stessa da altre di fonia simile. La consonante ອ è muta e viene impiegata seguita da una vocale per rappresentare tale vocale quando è l'unica lettera della sillaba, di solito all'inizio di una parola.

### Tabella delle consonanti
La seguente tabella indica le consonanti dell'alfabeto lao, il nome a cui sono associate, la trascrizione secondo l'alfabeto fonetico internazionale (IPA), secondo i due diversi tipi di romanizzazione (quello derivato dal francese in uso dallo statunitense Board of Geographic Names e dal britannico Permanent Committee on Geographical Names (BGN/PCGN), e quello derivante dall'inglese usato dalla statunitense Library of Congress (LC), e dal thailandese Sistema Generale Reale Thai di Trascrizione (RTSG)) e secondo Unicode. Viene infine fornito la classe tonale a cui la consonante appartiene. Una barra separa l'eventuale differenza tra la pronuncia della consonante a seconda che sia posizionata all'inizio o alla fine della parola.
| Lettera | Lettera con nome | Lettera con nome                   | Posizione iniziale | Posizione iniziale | Posizione iniziale | Posizione iniziale | Posizione finale | Posizione finale | Posizione finale | Posizione finale | Unicode  | Classe tonale |
| Lettera | Lettera con nome | Lettera con nome                   | IPA                | BGN/PCGN           | LC                 | RTSG               | IPA              | BGN/PCGN         | LC               | RTSG             | Unicode  | Classe tonale |
| ------- | ---------------- | ---------------------------------- | ------------------ | ------------------ | ------------------ | ------------------ | ---------------- | ---------------- | ---------------- | ---------------- | -------- | ------------- |
| ກ       | ກ ໄກ່             | kāi, pollo                         | /k/                | k                  | k                  | k                  | /k/              | k                | k                | k                | KO       | Media         |
| ຂ       | ຂ ໄຂ່             | kʰāi, uovo                         | /kʰ/               | kh                 | kh                 | kh                 | —                | —                | —                | —                | KHO SUNG | Alta          |
| ຄ       | ຄ ຄວາຍ           | kʰúːəj, bufalo d'acqua             | /kʰ/               | kh                 | kh                 | kh                 | —                | —                | —                | —                | KHO TAM  | Bassa         |
| ງ       | ງ ງົວ o ງ ງູ       | ŋúːə, bue o ŋúː, serpente          | /ŋ/                | ng                 | ng                 | ng                 | /ŋ/              | ng               | ng               | ng               | NGO      | Bassa         |
| ຈ       | ຈ ຈອກ            | tɕɔ̏ːk, bicchiere                   | /tɕ/               | ch                 | ch                 | ch                 | —                | —                | —                | —                | CO       | Media         |
| ສ       | ສ ເສືອ            | sɯˇːə, tigre                       | /s/                | s                  | s                  | s                  | —                | —                | —                | —                | SO SUNG  | Alta          |
| ຊ       | ຊ ຊ້າງ            | sâːŋ, elefante                     | /s/                | x                  | s                  | s                  | —                | —                | —                | —                | SO TAM   | Bassa         |
| ຍ       | ຍ ຍຸງ             | ɲúŋ, zanzara                       | /ɲ/                | gn                 | ny                 | y                  | /j/              | y                | y                | y                | NYO      | Bassa         |
| ດ       | ດ ເດັກ            | dèk, bambino                       | /d/                | d                  | d                  | d                  | /t/              | t                | t                | t                | DO       | Media         |
| ຕ       | ຕ ຕາ             | tǎː, occhio                        | /t/                | t                  | t                  | t                  | —                | —                | —                | —                | TO       | Media         |
| ຖ       | ຖ ຖົງ             | tʰǒŋ, calza                        | /tʰ/               | th                 | th                 | th                 | —                | —                | —                | —                | THO SUNG | Alta          |
| ທ       | ທ ທຸງ             | tʰúŋ, bandiera                     | /tʰ/               | th                 | th                 | th                 | —                | —                | —                | —                | THO TAM  | Bassa         |
| ນ       | ນ ນົກ             | nōk, uccello                       | /n/                | n                  | n                  | n                  | /n/              | ne               | n                | n                | NO       | Bassa         |
| ບ       | ບ ແບ້             | bɛ̑ː, capra                         | /b/                | b                  | b                  | b                  | /p/              | p                | p                | p                | BO       | Media         |
| ປ       | ປ ປາ             | pǎː, pesce                         | /p/                | p                  | p                  | p                  | —                | —                | —                | —                | PO       | Media         |
| ຜ       | ຜ ເຜິ້ງ            | pʰɤ ̏ŋ, ape                         | /pʰ/               | ph                 | ph                 | ph                 | —                | —                | —                | —                | PHO SUNG | Alta          |
| ຝ       | ຝ ຝົນ             | fǒn, pioggia                       | /f/                | f                  | f                  | f                  | —                | —                | —                | —                | FO TAM   | Alta          |
| ພ       | ພ ພູ              | pʰúː, montagna                     | /pʰ/               | ph                 | ph                 | ph                 | —                | —                | —                | —                | PHO TAM  | Bassa         |
| ຟ       | ຟ ໄຟ             | fáj, fuoco                         | /f/                | f                  | f                  | f                  | —                | —                | —                | —                | FO SUNG  | Bassa         |
| ມ       | ມ ແມວ            | mɛ́ːw, gatto                        | /m/                | m                  | m                  | m                  | /m/              | m                | m                | m                | MO       | Bassa         |
| ຢ       | ຢ ຢາ             | jǎː, medicina                      | /j/                | y                  | y                  | y                  | —                | —                | —                | —                | YO       | Media         |
| ຣ       | ຣ ຣົຖ o ຣ ຣະຄັງ    | rōt, automobile o rā.kʰáŋ, campana | /r/, /l/           | r                  | r                  | r                  | —                | —                | —                | —                | LO LING  | Bassa         |
| ລ       | ລ ລີງ             | líːŋ, scimmia                      | /l/                | l                  | l                  | l                  | —                | —                | —                | —                | LO LOOT  | Bassa         |
| ວ       | ວ ວີ              | víː, ventaglio                     | /ʋ/, /w/           | v                  | v, w               | v, w               | /w/              | w                | w                | w                | WO       | Bassa         |
| ຫ       | ຫ ຫ່ານ            | hāːn, oca                          | /h/                | h                  | h                  | h                  | —                | —                | —                | —                | HO SUNG  | Alta          |
| ອ       | ອ ໂອ             | ʔǫː, scodella                      | /ʔ/                | '                  | '                  | '                  | —                | —                | —                | —                | O        | Media         |
| ຮ       | ຮ ເຮືອນ           | hɯ´ːən, casa                       | /h/                | h                  | h                  | h                  | —                | —                | —                | —                | HO TAM   | Bassa         |

Da notare che i nomi Unicode per i caratteri ຝ (FO TAM) e ຟ (FO SUNG) sono invertiti. Lo stesso avviene per ຣ (LO LING) e ລ (LO LOOT). Questi errori sono presenti nell'Unicode standard e non possono essere corretti perché caratteri e nomi sono immutabili.

### Digrammi delle consonanti e legature
Nell'alfabeto lao sono presenti alcuni digrammi in cui compare la consonante muta ຫ ຫ່ານ seguita da altre consonanti, alcune delle quali formano speciali legature. La consonante <ຫ> viene considerata tra quelle della classe alta dei toni, quindi i digrammi e le legature che la comprendono sono a loro volta di classe alta dei toni. Antiche versioni dell'alfabeto comprendevano anche speciali digrammi composti dalla consonanti ພ (pʰ) + ຍ (ɲ), ສ (s) + ນ (n), e ມ (m) + ລ (l). Altri gruppi di consonanti in cui la seconda componente era una ຣ (r) o una ລ (l) erano scritti con il segno diacritico ◌ຼ sotto la consonante. In tali casi le seconde consonanti non venivano pronunciate, e sono state rimosse nel corso delle varie riforme dell'alfabeto, il simbolo ◌ຼ appare attualmente solo nella legatura ຫຼ.
| Lettera | Posizione iniziale | Posizione iniziale | Posizione iniziale | Posizione iniziale | Unicode | Classe tonale |
| Lettera | IPA                | BGN/PCGN           | LC                 | RTSG               | Unicode | Classe tonale |
| ------- | ------------------ | ------------------ | ------------------ | ------------------ | ------- | ------------- |
| ຫງ      | /ŋ/                | ng                 | ng                 | ng                 | ng      | Alta          |
| ຫຍ      | /ɲ/                | gn                 | j                  | ny                 | ny      | Alta          |
| ໜ o ຫນ  | /n/                | n                  | n                  | n                  | n       | Alta          |
| ໝ o ຫມ  | /m/                | m                  | m                  | m                  | m       | Alta          |
| ຫຼ o ຫຣ  | /r/, /l/           | r                  | r                  | r                  | r       | Alta          |
| ຫຼ o ຫລ  | /l/                | l                  | l                  | l                  | l       | Alta          |
| ຫວ      | /ʋ/, /w/           | v                  | v, w               | v, w               | w       | Alta          |

### Fonetica delle consonanti
Il suono di molte consonanti dell'alfabeto laotiano varia a seconda che queste siano posizionate all'inizio o alla fine della parola. Nelle seguenti sezioni assieme ad ogni consonante compare la corrispondente trascrizione secondo l'alfabeto fonetico internazionale (IPA).

#### All'inizio della parola
|               |               | Bilabiali | Labiodentali | Alveolari | Alveolopalatali | Palatali | Velari    | Glottali |
| ------------- | ------------- | --------- | ------------ | --------- | --------------- | -------- | --------- | -------- |
| Nasali        | Nasali        | [m] ມ     |              | [n] ນ     |                 | [ɲ] ຍ    | [ŋ] ງ     |          |
| Occlusive     | Sonore        | [b] ບ     |              | [d] ດ     |                 |          |           |          |
| Occlusive     | Sorde         | [p] ປ     |              | [t] ຕ     |                 |          | [k] ກ     | [ʔ] ອ    |
| Occlusive     | Aspirate      | [pʰ] ຜ, ພ |              | [tʰ] ຖ, ທ |                 |          | [kʰ] ຂ, ຄ |          |
| Fricative     | Fricative     |           | [f] ຝ, ຟ     | [s] ສ, ຊ  |                 |          |           | [h] ຫ, ຮ |
| Affricate     | Affricate     |           |              |           | [tɕ] ຈ          |          |           |          |
| Approssimanti | Approssimanti |           | [ʋ] ວ*       |           |                 | [j] ຢ    |           | [w] ວ*   |
| Vibranti      | Vibranti      |           |              | [r] ຣ     |                 |          |           |          |
| Laterali      | Laterali      |           |              | [l] ຣ, ລ  |                 |          |           |          |

* A seconda dei dialetti.

#### Alla fine della parola
|               | Bilabiali |  | Alveolari |  | Palatali | Velari | Glottidali |
| ------------- | --------- |  | --------- |  | -------- | ------ | ---------- |
| Nasali        | [m] ມ     |  | [n] ນ     |  |          | [ŋ] ງ  |            |
| Occlusive     | [p] ບ     |  | [t] ດ     |  |          | [k] ກ  |            |
| Approssimanti |           |  |           |  | [j] ຍ    |        | [w] ວ      |

## Vocali
I singoli grafemi che rappresentano vocali o dittonghi possono essere combinati tra loro o con quelli che rappresentano le semivocali (<ວ> e <ຍ>) per creare ulteriori vocali, dittonghi o trittonghi. Le vocali devono essere sempre accompagnate da una consonante; nei casi in cui siano da sole, o siano all'inizio di una parola o ancora quando fanno parte di un dittongo non contemplato nella tabella successiva devono essere accompagnate dalla consonante muta <ອ>, che oltre a tale compito viene usata par rappresentare anche la ò (translitterazione IPA: /ɔ/)
Sia l'insieme che ciascuna delle vocali, dei dittonghi e dei trittonghi vengono chiamati sàlà (ສະຫລະ, saʔlaʔ); ad esempio la <a> viene chiamata sàlà <a>. Alle seguenti vocali e dittonghi vengono assegnati dei nomi specifici: la <ໃ◌> viene chiamata ໄມ້ມ້ວນ (trascr. IPA: mâj.mûːən), la <ໄ◌> viene chiamata ໄມ້ມາຍ (trascr. IPA: mâj.máːj, la <◌ົ> è detta ໄມ້ກົງ (transl. IPA: mâj.kǒŋ), la <◌ັ> è detta ໄມ້ກັນ (IPA: mâj.kǎn),la <◌ຽ> è chiamata ຍໍເຟື້ອງ, .fəŋ), e la <◌ໍ> viene detta ນິກຄະຫິດ (IPA: nīk.kʰaː.hít).
Nella seguente tabella, i trattini accanto alla vocale indicano la posizione della consonante il cui suono (ad eccezione della consonante muta <ອ>) precede la vocale stessa.
| Vocali corte | Vocali corte | Vocali corte | Vocali corte | Vocali corte | Vocali corte |         | Vocali lunghe | Vocali lunghe | Vocali lunghe | Vocali lunghe | Vocali lunghe | Vocali lunghe |
| Lettera      | IPA          | BGN/PCGN     | LC           | RTSG         | Unicode      | Lettera | IPA           | BGN/PCGN      | LC            | RTSG          | Unicode       |               |
| ------------ | ------------ | ------------ | ------------ | ------------ | ------------ | ------- | ------------- | ------------- | ------------- | ------------- | ------------- | ------------- |
| -ະ, -ັ        | /a/          | a            | a            | a            | a            | -າ      | /aː/          | a             | ā             | a             | aa            |               |
| -ິ            | /i/          | i            | i            | i            | i            | -ີ       | /iː/          | i             | ī             | i             | ii            |               |
| -ຶ            | /ɯ/          | u            | ư            | ue           | y            | -ື       | /ɯː/          | u             | ư̄             | ue            | yy            |               |
| -ຸ            | /u/          | ou           | u            | u            | u            | -ູ       | /uː/          | ou            | ū             | u             | uu            |               |
| ເ-ະ, ເ-ັ      | /e/          | é            | e            | e            |              | ເ-      | /eː/          | é             | ē             | e             | e             |               |
| ແ-ະ, ແ-ັ      | /ɛ/          | è            | æ            | ae           |              | ແ-      | /ɛː/          | è             | ǣ             | ae            | ei            |               |
| ໂ-ະ, -ົ       | /o/          | ô            | o            | o            |              | ໂ-      | /oː/          | ô             | ō             | o             | o             |               |
| ເ-າະ, -ັອ-    | /ɔ/          | o            | ǫ            | o            |              | -ໍ, -ອ-  | /ɔː/          | o             | ǭ             | o             |               |               |
| ເ-ິ           | /ɤ/          | eu           | œ            | oe           |              | ເ-ີ      | /ɤː/          | eu            | œ̄             | oe            |               |               |
|              |              |              |              |              |              |         |               |               |               |               |               |               |
| ເ-ັຍ, -ັຽ-     | /iə/         | ia           | ia           | ia           |              |         | ເ-ຍ, -ຽ-      | /iːə/         | ia            | īa            | ia            |               |
| ເ-ຶອ          | /ɯə/         | ua           | ưa           | uea          |              | ເ-ືອ     | /ɯːə/         | ua            | ư̄a            | uea           |               |               |
| -ົວະ, -ັວ-     | /uə/         | oua          | ua           | ua           |              | -ົວ, -ວ- | /uːə/         | oua           | ūa            | ua            |               |               |
| ໄ-, ໃ-, -ັຍ   | /ai/         | ai           | ai           | ai           | ai o ay      | -າຍ     | /aːi/         | ay            | āi            | ai            |               |               |
| ເ-ົາ          | /ao/         | ao           | ao           | ao           |              |         |               |               |               |               |               |               |
| -ຳ           | /am/         | am           | am           | am           |              |         |               |               |               |               |               |               |